# Amore povero
| Recensione       | Giudizio |
| ---------------- | -------- |
| sentireascoltare |          |
| Rockol           |          |

Amore povero è il secondo album in studio del rapper italiano Dutch Nazari, pubblicato il 17 marzo 2017 per l'etichetta Giada Mesi.